# Scopelliti (cognome)
Scopelliti è un cognome di lingua italiana.

## Varianti
Scopa, Scopari, Scoparo, Scopinaro, Scopino.

## Origine e diffusione
Cognome tipicamente calabrese e siciliano, è presente prevalentemente nel reggino.
Potrebbe derivare da un toponimo nel reggino.
Le varianti Scopino e Scopinaro sono centro-meridionali; Scopa e Scoparo sono panitaliani.

## Persone
- Antonino Scopelliti, magistrato italiano ucciso dalla 'ndrangheta
- Domenico Scopelliti, vescovo cattolico italiano
- Francesca Scopelliti, giornalista ed ex senatrice di Forza Italia